# Jan Snijders

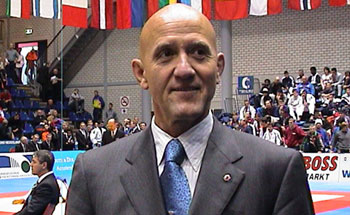
Jan Snijders

Johannes „Jan“ Henricus Cornelis Snijders (* 14. September 1943 in Eindhoven) ist ein ehemaliger niederländischer Judoka. Er war Europameister 1962 in der Gewichtsklasse bis 68 Kilogramm.

## Karriere
Der 1,83 m große Jan Snijders gewann bei den Europameisterschaften 1962 die Gewichtsklasse bis 62 Kilogramm durch einen Finalsieg über den Franzosen Roger Forestier. 1964 erkämpfte er im Mittelgewicht eine Bronzemedaille bei den Amateur-Europameisterschaften. Bei der olympischen Premiere des Judosports 1964 in Tokio unterlag Jan Snijders in seiner Vorrundengruppe dem Franzosen Lionel Grossain durch Waza’ari und schied damit aus.
Jan Snijders gewann 1965 Bronze bei den Amateur-Europameisterschaften in der Gewichtsklasse bis 93 Kilogramm. 1965, 1966, 1967 und 1969 war er niederländischer Meister in der Gewichtsklasse bis 80 Kilogramm, 1968 siegte er in der Gewichtsklasse bis 70 Kilogramm. Bei den Europameisterschaften 1969 erkämpfte er erneut Bronze in der Gewichtsklasse bis 80 Kilogramm. Bei den Judo-Weltmeisterschaften 1969 belegte er den fünften Platz in der Gewichtsklasse bis 80 Kilogramm.
Nach seiner aktiven Karriere blieb Jan Snijders seinem Sport als Kampfrichter verbunden. Er nahm als Kampfrichter an sieben Weltmeisterschaften teil und war bei den Olympischen Spielen 1988 und 1992 im Einsatz. Später war er in der International Judo Federation für das Kampfrichterwesen zuständig.
Jan Snijders ist der Zwillingsbruder von Peter Snijders.